# Аламогордо (полигон)
Аламогордо (англ. Alamogordo test range) — полигон в США, на юге штата Нью-Мексико, примерно в 60 милях (97 км) от города Аламогордо, на котором 16 июля 1945 года состоялось первое испытание ядерного оружия, названное «Тринити» (англ. Trinity test). В дальнейшем полигон использовался для военных нужд, в том числе для испытания новых видов вооружений. Является также туристическим объектом. 1 октября и 1 апреля ежегодно осуществляется экскурсионная поездка на место взрыва. Полигон  отражен в кинематографе Дэвида Линча, в сериале Твин Пикс.
Впоследствии полигон «Аламогордо» стал частью полигона «Уайт-Сэндс».